# Anomospermum matogrossense
Anomospermum matogrossense är en tvåhjärtbladig växtart som beskrevs av Krukoff och Barneby. Anomospermum matogrossense ingår i släktet Anomospermum och familjen Menispermaceae. Inga underarter finns listade i Catalogue of Life.